# Acidente de avião em Tver em 2023
Em 23 de agosto de 2023, um avião que fazia o trajeto de Moscou para São Petersburgo caiu, resultando na morte de 10 pessoas a bordo, incluindo os três tripulantes. Relatórios não confirmados, incluindo informações da agência de notícias estatal russa TASS, sugerem que Yevgeny Prigojin e Dmitry Utkin, os chefes do Grupo Wagner russo, estavam entre as vítimas fatais.

## Incidente
A aeronave caiu na região do oblast de Tver, a aproximadamente 97 km ao norte de Moscou, seu ponto de partida. O avião era um jato particular fabricado pela fabricante brasileira de aviões Embraer;. Há indícios de que possa se tratar do modelo Embraer Legacy 600 e que estivesse sob a propriedade de Prigojin.
Um canal do Telegram associado ao Grupo Wagner chamado "Zona Cinzenta" escreveu que o jato foi abatido pelas defesas aéreas russas, acrescentando que os residentes próximos ao local do acidente ouviram dois estrondos antes do acidente e viram dois rastros de fumaça. Esta afirmação foi contestada, no entanto, porque não havia nenhum rastro visível de mísseis nas imagens divulgadas. Todos os dez corpos dos passageiros a bordo foram recuperados.
O Flightradar24 indicou que o avião subiu para 28.000 pés (8.500 m) após a decolagem. As imagens do acidente mostraram a aeronave aparentemente girando antes de cair no solo, aparentemente sem seu estabilizador vertical ou uma das asas.

## Vítimas
A Agência Federal Russa de Transporte Aéreo divulgou a lista oficial de passageiros do avião. Entre os dez indivíduos listados no voo estavam:

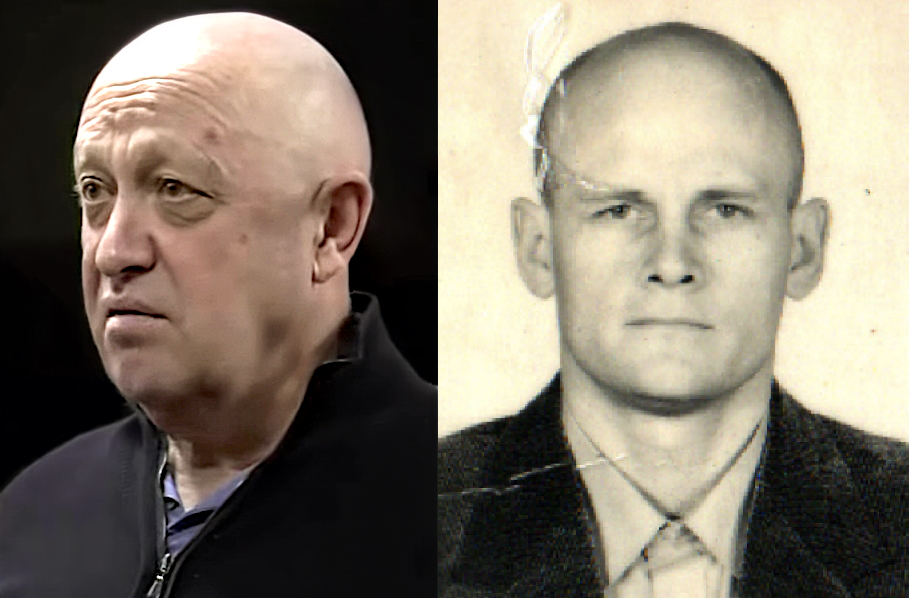
Yevgeny Prigojin (esquerda) e Dmitry Utkin (direita)

- Yevgeny Prigojin: o fundador, líder e porta-voz do Grupo Wagner.[13]
- Dmitry Utkin: o líder das operações militares do Grupo Wagner e quem deu o nome ao grupo;[13]
- Sergei Propustin;[13]
- Eugene Makaryan;[13]
- Alexandre Totmin;[13]
- Valery Chekalov: o líder da segurança e logística externa do Grupo Wagner;[13]
- Nikolai Matyuseev;[13]
- E três tripulantes de voo.[14]

Prigojin e Utkin são ambos líderes do Grupo Wagner, uma organização paramilitar de mercenários que se rebelou brevemente contra o governo russo dois meses antes do acidente. O histórico de voo dos pilotos ainda não foi divulgado. O desafio aberto de Prigojin ao regime do presidente Vladimir Putin, apesar do seu papel anterior como aliado proeminente do governo, juntamente com a forma relativamente moderada como a rebelião foi resolvida através de negociações que permitiram a Prigojin escapar à punição, levaram os analistas a considerá-lo um "homem morto".
A queda do avião acabou por eliminar a liderança do Grupo Wagner, sendo que além de Prigojin e Utkin, entre os mortos estava Valery Chkalov, o chefe de logística no exterior da organização, e dois tenentes chefes.

## Investigação
Depois que o acidente foi relatado, o Ministério de Situações de Emergência da Rússia começou a investigar o acidente. As autoridades também “abriram um processo criminal por violação das regras de segurança rodoviária e operação do transporte aéreo”. Integrantes do Grupo Wagner e a inteligência militar dos Estados Unidos acusaram o governo russo de estar por trás do incidente, afirmando que a queda do avião foi um ato de vingança contra Prigojin por causa da Rebelião do Grupo Wagner dois meses antes, com o assassinato tendo sendo sancionada pelo regime de Vladimir Putin.

## Reações
Na Rússia, a cobertura do desastre foi limitada a uma reportagem de 30 segundos naquela noite no Vremya, o principal programa de notícias do canal de televisão estatal, o Piervy Kanal. Um santuário improvisado apareceu na sede do Grupo Wagner em São Petersburgo, com pessoas trazendo flores e velas. O canal do Telegram Grey Zone, ligado ao Grupo Wagner, declarou Prigojin como um "herói e patriota", afirmando que ele morreu nas mãos de pessoas não identificadas que o grupo chamou de "traidores da Rússia".
Reagindo à notícia da morte de Prigojin, autoridades dos Estados Unidos, como a porta-voz do Conselho de Segurança Nacional dos Estados Unidos, Adrienne Watson, e o presidente Joe Biden, disseram que isso não foi uma "surpresa". Ao ser questionado sobre onde estava a responsabilidade, Biden acrescentou que "não acontece muita coisa na Rússia que Putin não esteja por trás, mas não sei o suficiente para saber a resposta". O diretor da CIA, William J. Burns, comentou que "a vingança é um prato que Putin prefere servido frio".